# Vasile Gârneț
Vasile Gârneț (n. 1958, Hănășenii Noi, județul Lăpușna, Republica Moldova) este un poet, publicist, romancier, traducător, eseist și scriitor din Republica Moldova, director al revistei tinerilor scriitori Contrafort, care apare la Chișinău.

## Biografie
Vasile Gârneț a absolvit Facultatea de Ziaristică a Universității din Chișinău (1983). Este membru al Uniunii Scriitorilor din Republica Moldova și România și membru al PEN Club. A fost redactor de carte și redactor-șef la Editura Hyperion din Chișinău, iar din 1994 este director al revistei Contrafort, publicație a tinerilor scriitori din Republica Moldova. Desfășoară o bogată activitate publicistică în presa de la Chișinău și din România. A beneficiat de burse de studii și de creație în Germania (1995), SUA (1998), Cehia (2000, 2001) și a participat la Literatur Express Europa 2000 – un periplu literar prin 14 țări europene, organizat de LiteraturWERKSTAD (Berlin) și Consiliul Europei. Este prezent cu versuri în mai multe antologii apărute în România și în străinătate. Poemele sale au fost traduse în SUA, Germania, Italia, Belgia, Belarus.
Este prezent cu versuri în mai multe antologii publicate în România și în străinătate. Premiul revistei "Viața Românească" (2010). Poemele sale au investitura și dozajul poeziei veritabile și sunt o probă de artă verbală autoreferențială. Este prezent cu versuri în prestigioase antologii: Une antologie de la poesie Moldave (Paris, 1996), O mie și una de poezii românești (Buc., 1997), Born in Utopia: An Anthology of Modern and Contemporary Romanian Poetry (New Jersey, 2005) ș.a. Poeme de Gârneț Vasile sunt traduse în franceză, engleză, italiană, germană, rusă, cehă ș.a.